# Erick Keter
Erick Keter  (né le 22 juillet 1966 à Kabaruso dans la Vallée du Rift) est un athlète kényan, spécialiste du 400 mètres haies. 

## Biographie
En 1991, Erick Keter se classe septième des Championnats du monde de Tokyo et s'impose par ailleurs en finale des Jeux africains, au Caire, dans un temps de 48 s 95. 
En 1993, le Kényan remporte la médaille d'or des Championnats d'Afrique en devançant dans le temps de 49 s 38 le Sud-africain Dries Vorster et le Sénégalais Hamidou Mbaye. Quelques jours plus tard, à Stuttgart, il termine cinquième des Championnats du monde, en 48 s 40, derrière Kevin Young, Samuel Matete, Winthrop Graham et Stéphane Diagana. Il établit par ailleurs la meilleure performance chronométrique de sa carrière dès les demi-finales en 48 s 24. 
Il participe à trois Jeux olympiques consécutifs, de 1992 à 2000, mais ne parvient pas à atteindre la finale. Il remporte quatre titres de champion du Kenya en 1996, 1997, 1998 et 1999.

### Palmarès
| Date | Compétition            | Lieu         | Résultat | Épreuve     | Temps        |
| ---- | ---------------------- | ------------ | -------- | ----------- | ------------ |
| 1991 | Championnats du monde  | Tokyo        | 7e       | 400 m haies | 49 s 99      |
| 1991 | Jeux africains         | Le Caire     | 1er      | 400 m haies | 48 s 95      |
| 1991 | Jeux africains         | Le Caire     | 1er      | 4 x 400 m   | 3 min 3 s 14 |
| 1993 | Championnats d'Afrique | Durban       | 1er      | 400 m haies | 49 s 38      |
| 1993 | Championnats du monde  | Stuttgart    | 5e       | 400 m haies | 48 s 40      |
| 1999 | Jeux africains         | Johannesburg | 3e       | 400 m haies | 49 s 17      |

### Records
| Épreuve     | Performance | Lieu      | Date         |
| ----------- | ----------- | --------- | ------------ |
| 400 m haies | 48 s 24     | Stuttgart | 17 août 1993 |